# Klenovšćak
Klenovšćak is een plaats in de gemeente Lanišće in de Kroatische provincie Istrië. De plaats telt 6 inwoners (2001).